# Diapherodes gigantea
Diapherodes gigantea är en insektsart som först beskrevs av Gmelin 1789.  Diapherodes gigantea ingår i släktet Diapherodes och familjen Phasmatidae. Inga underarter finns listade i Catalogue of Life.